# فك سفلي
عظمُ الفَكِّ السُّفلِيّ (بالإنجليزية: Mandible) (بالإنجليزيّة المحكيّة: Lower jaw) أو عظم الفك (بالإنجليزية: Jawbone)، (باللاتينية: Mandibula)، هو أكبر وأقوى وأدنى (في المستوى) عظم في هيكل الوجه. يحمل هذا العظم الأسنان السفلية، ويقع هذا العظم أسفل عظم الفك العلويّ. يعتبر عظم الفك السفلي العظم الوحيد المُتحرِّك في الجمجمة (باستثناء عظيمات السمع في الأذن الوسطى). يتصل عظم الفك السفلي بالعظمين الصدغيين على الجانبين بواسطة المفاصل الصدغية الفكية.
يتشكّل العظم في الجنين من التحام الشامختين الفكيتين اليمنى واليسرى، وتبقى نقطة الالتحام التي تُدعى الارتفاق الذقنيّ مرئيّة وتظهر كتبارز خفيف على الخط الناصف للوجه. وكما هو الحال في الارتفاقات الأخرى في الجسم، فإنه عبارة غضروف ليفي يجمع عظمين على الخط الناصف، ولكن هذا الالتحام يبدأ في الطفولة الباكرة.
تأتي كلمة "mandible" من الكلمة اللاتينية "mandibula" التي تعني عظم الفك، وهي مأخوذة حرفيًا من المعنى "أداة المضغ". تتكوّن الكلمة من جزأين: "mandere" والتي تعني "يمضغ"، و"bula-" وهو لاحقة تشير إلى الآلة أو الأداة.

## البنية

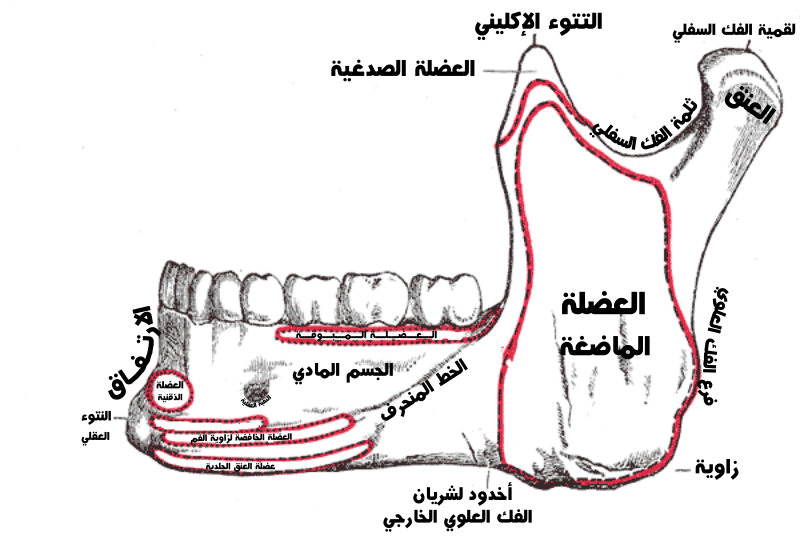
السطح الوحشي للفك السفلي، منظر جانبي.

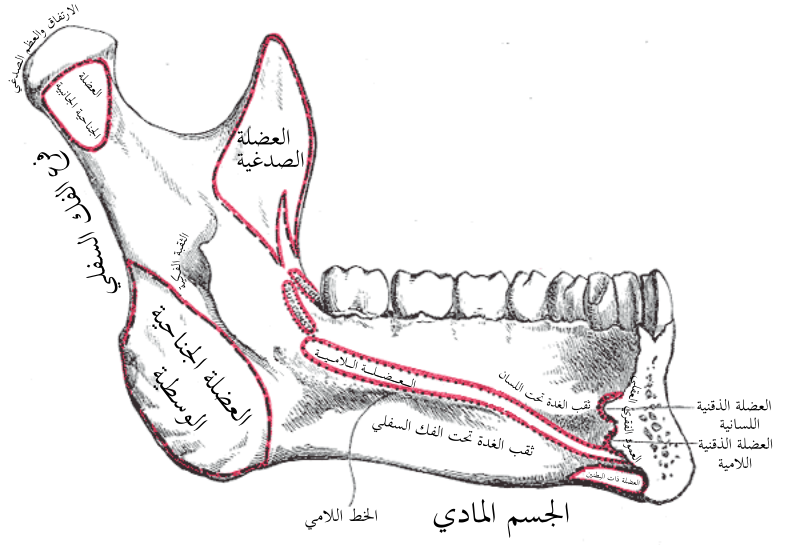
السطح الإنسي للفك السفليّ، منظر جانبي.

### المُكوِّنَات
يتكون عظم الفك السفلي من:
- الجسم (بالإنجليزية: body)، في المقدِّمة.
- الرأد[11][12][13] أو الفرع[11][13] أو الشعبة[12] (بالإنجليزية: ramus) على اليمين واليسار، ينشآن من الجسم ويكونان عموديَّان عليه، ويلاقيا الجسم عند زاوية الفك السفلي أو زاوية الرأد[14] (بالإنجليزية: gonial angle).

#### الجسم
جسم الفك السفلي منحني، والجزء الأمامي يعطي بنية للذقن. له سطحان وحافتان. من الخارج، تتبارز حافة خفيفة على الخط الناصف لعظم الفك، تُمثِّلُ الارتفاق الذقنيّ، وهو خط تقاطع نصفي عظم الفك السفلي اللذان يندمجان في عمر عام تقريبًا. تنقسم هذه الحافة في الأسفل وتحصر بارزة مُثَلَّثِيّة تُدعى الناشِزَة الذَقنيَّة (الذقن)، والتي تكون قاعدتها منخفضة في المركز ومتبارزة في كل جانب لتُشَكِّلَ الحديبة الذقنيّة. فوق الحديبة وعلى كلا جانبي الارتفاق وتحت القواطِع تمامًا، هناك انخفاض يُدعى الحفرة القاطعيّة التي تعطي المنشأ للعضلة الذقنيّة وقسم صغير من العضلة الدويرية الفمويّة.[بحاجة لمصدر] وتحت الضاحك الثاني على كلا الجانبين في المنتصف بين الحافتين العلويّة والسفليّة لجسم الفكّ، هناك الثقبة الذقنيّة التي تمر عبرها الأوعية والأعصاب الذقنيّة. وبالانتقال إلى الخلف والأعلى من كل حُديبة ذقنيّة، هناك خطّ مَائل يعتبر استمرارًا للحافة الأمامية للرأد من كل جانب، ويؤمن هذا الخط مرتكزاً للعضلة الماضعة وخافضة الشفّة السُفليّة وخافضة زاوية الفم والجلدية للعنق (من الأسفل).
من الداخل، يبدو عظم الفكّ السفليّ مُقَعَّراً. يوجد قُرب الجزء السفليّ من الارتفاق الذقني من الداخل، زوج من الأشواك يتوضَّع في الوحشي، تُدعى الأشواك الذقنيّة وهي تعطي المنشأ للعضلة الذقنيّة اللسانيّة. وإلى الأسفل فوراً من هذه الأشواك يوجد زوج آخر من الأشواك أو حافة متوسّطة (بشكل أكثر تكراراً) أو انطباع، لمنشأ العضلة الذقنيّة اللاميّة. في بعض الحالات تندمج الأشواك الذقنيّة لتُشكِّلَ بارزة مفردة، وفي حالات أخرى تكون الأشواك غائبة ويُشار إلى أماكنها بعدم انتظام على السطح. قد يظهر فوق الأشواك الذقنيّة حفرة متوسطة وأخدود، وهما يُعلِّمَان خط التحام نصفي العظم. تحت الأشواك الذقنيّة على كلا جانبي الخط الناصف، هناك انخفاض بيضوي لارتكاز البطن الأمامي للعضلة ذات البطنين. كما يمتدّ الخطّ الضِرسيّ اللَامِيّ صعوداً إلى الأعلى وإلى الخلف من كل جانبي من الجزء السفلي للارتفاق، والذي يعطي منشأ العضلة الضرسيّة اللاميّة؛ أما الجزء الخلفي لهذا الخط قرب الحافة السنخيّة، فيعطي ارتكاز لجزء صغير من مُعصِّرة البلعوم العلويّة والرفاء الجناحي الفكيّ، وفوق الجزء الأمامي لهذا الخط هناك منطقة مثلثية ملساء تُدعى الحفرة تحت اللسان تسكنها الغدة تحت اللِّسَان، وتحت الجزء العميق هناك حفرة بيضوية تُدعى الحفرة تحت الفك السفليّ تسكنها الغدّة تحت الفك السفليّ.

##### الحواف
- الحافة العلويّة أو السنخيّة، وهي أعرض في الخلف منها في الأمام. تحتوي أجوافًا تتوضَّع فيها الأسنان، عدد هذه الأجواف ستة عشر، تتنوع في العمق والمَقَاس تبعًا للسن الذي تحتويه. وعلى الشفة الخارجيّة للحافة العلويّة لعظم الفك السفليّ ترتكز العضلة المُبوِّقَة حتَّى الرحى الأولى.
- الحافة السفليّة، وتكون مُدوَّرَة وأطول من العلويّة، كما تكون أثخن في الأمام منها في الخلف، وعند نقطة اتصالها بالحافة السفليّة للفرع يكون هناك ثلم سطحيّ يمرُّ فيه الشريان الوجهي.

#### الرأد
يمتلك عظم الفكّ السفليّ رأدين أو فرعين، واحد في كل جانب، وللرأد الواحد سطحان، وأربع حواف، وناتئين اثنين.
على السطح الخارجي، يكون الرأد أملساً، إلا أن له حواف مائلة في الجزء السفليّ تعطي هذه الحواف منشأً للعضلة الماضغة.
على السطح الداخلي، تظهر قرب مركزه الثقبة الفكيّة السفليّة المائلة، وهي مدخل الأوعية والأعصاب السنخيّة السفليّة. تكون حافة هذه الفتحة غير منتظمة، حيث تكون أمام حافة بارزة وتعلوها شوكة حادة وهي لُسين الفكّ السفليّ ويعطي اللُسين مرتكزاً للرباط الوتديّ الفكيّ السفليّ وأجزائه السفليّة والخلفيّة عبارة عن ثلم يمر من أسفل منها وإلى الأمام الثلم الضرسي اللاميّ بشكل مائل تمر فيه الأوعية والأعصاب الضرسيّة اللاميّة. خلف هذا التلم هناك سطح خشن لانغراز العضلة الجناحية الإنسيّة. يسير النفق الفكيّ السفليّ بشكل مائل أسفل وأمام الفرع ومن ثُمّ أفقيَّاً إلى الأمام من الجسم، حيث يأخذ مكانه أسفل الأسناخ ويتصل مع هذه الأسناخ عبر فتحات صغيرة. وعندما يصل إلى القواطع، يعود ليتصل مع الثقبة الذقنيّة، معطيًا تفرعاً لقناتين صغيرتين لأجواف القواطع. في الثلين الخلفيين من العظم تقع القناة قرب السطح الداخلي للفكّ السفليّ، وفي الثلث الأمامي قرب السطح الخارجيّ. تحتوي على الأوعية والأعصاب السنخيّة السفليّة التي تتفرع إلى الأسنان.

##### الحواف
- الحافة السفليّة للرأد ثخينة ومستقيمة وتستمر مع الحافة السفليّة للجسم. وعند اتصالها بالحافة الخلفيّة توجد زاوية الفكّ السفليّ، التي قد تكون مقلوبة للخارج أو الداخل، وتُعلَّم بحواف مائلة وثخينة في كل جانب لاتصال العضلة الماضغة وحشيَّاً، والعضلة الجناحيّة الإنسيّة إنسيَّاً، فيما يرتكز الرباط الإبري الفكيّ السفليّ على زاوية الفك السفليّ بين هذه العضلات. فيما تكون الحافة الأمامية رقيقة في الأعلى وأثخن في الأسفل، وتستمر بالخط المائل.
- المنطقة التي تلتقي فيها الحافة السفليّة مع الحافة الخلفيّة تُدعى زاوية الفكّ السفليّ أو زاوية الرأد.
- الحافة الخلفيّة ثخينة وملساء ومدوَّرَة ومُغطاة بالغدة النكفيّة.
- الحافة العلويّة رقيقة ويعلوها ناتئان، الناتئ الإكليليّ في الأمام والناتئ شبه اللُّقَمِيّ في الخلف، ويفصل بينهما تقعُّر عميق يُدعى ثلمة الفكّ السفليّ.

##### النواتئ
- الناتئ الإكليليّ، وهو بارزة رقيقة مُثلَّثِيّة الشكل، تتنوَّع هذه البارزة بالشكل والحجم.
- الناتئ شبه اللُّقَمِيّ، وهو أثخن من الإكليليّ، ويتألف من قسمين: اللُّقَيمة، وقسم مُتضيَّق يدعمها يُدعى العنق. اللقيمة هي الجزء الأعلى من الفك السفلي، وهي جزء من المفصل الصدغي الفكي.[15]
- ثلمة الفكّ السفليّ، وهي ثلمة تفصل بين الناتئين، وهي ثلمة بشكل انخفاض هلالي عميق، تعبرها الأوعية والعصب الماضغي.

### الثقوب

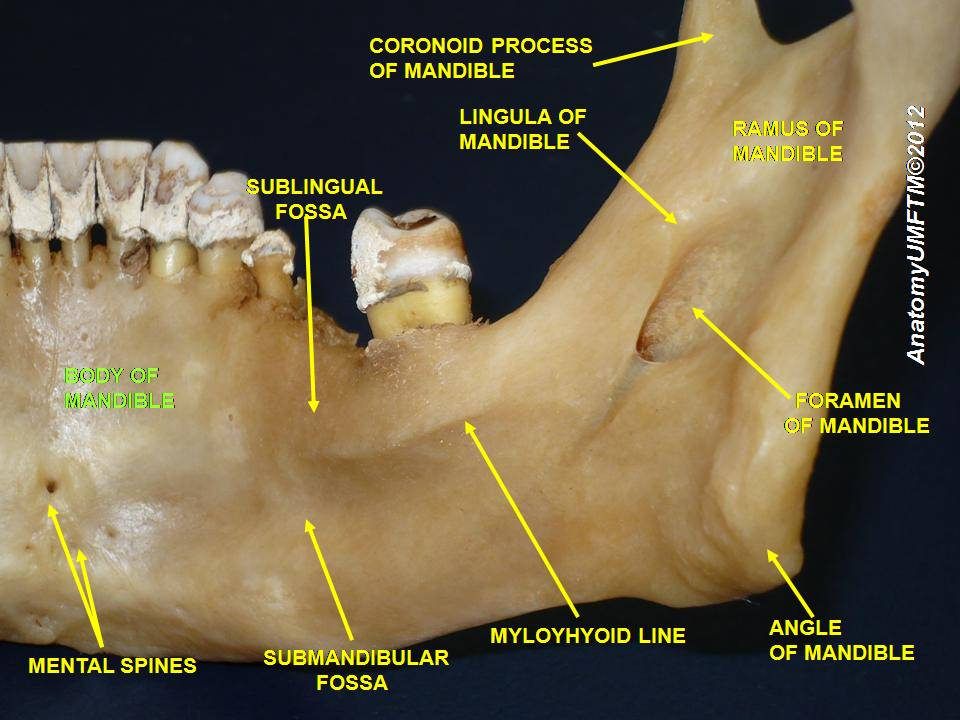
جسم ورأد عظم الفكّ السفليّ. الثقبة الفكية السفلية مُوضَحة على الجانب الأيمن، واللسين أعلاها بقليل.

يمتلك عظم الفكّ السفليّ ثقبتين رئيسيتين موجودتين على جانبيه الأيمن والأيسر:
- الثقبة الفكيّة السفليّة، وهي ثقبة تقع فوق زاوية الفك السفلي في منتصف الرأد.
- الثقبة الذقنيّة، وهي ثقبة موجودة على كلا جانبي الناشزة الذقنيّة على جسم عظم الفكّ السفليّ، عادةً أسفل قمم الضواحك الأولى والثانية. وبنموّ الفك السفليّ عند الصغار يتغير اتجاه الثقبة الذقنيّة في فتحتها من الأمام إلى الاتجاه الخلفي العلويّ. يمر عبر الثقبة الذقنيّة العصب الذقنيّ والأوعية الدمويّة الذقنية.

### الأعصاب

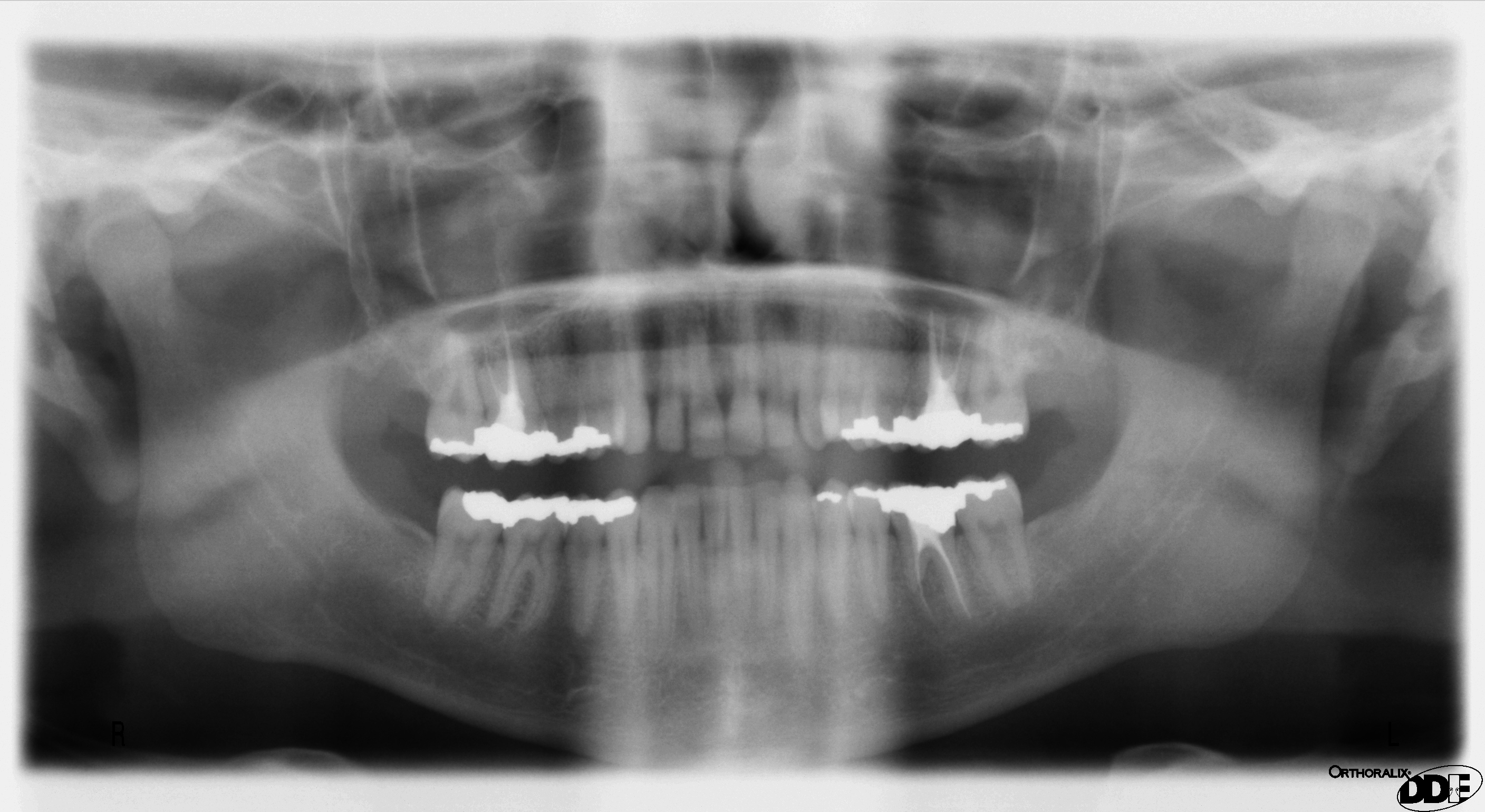
أشعة بانوراما تُظهر الفك السفلي، بما في ذلك لقيمة وعنق الناتئ شبه اللقمي، والناتئ التاجي، بالإضافة إلى جوف الأنف والجيوب الفكية

يدخل العصب السنخيّ السفليّ، وهو فرع من الانقسام الفكيّ السفليّ للعصب ثلاثي التوائم، يدخل الثقبة الفكيّة السفليّة ويسير في النفق الفكيّ السفليّ فيعصب الأسنان حسيَّاً. وعند الثقبة الذقنيّة ينقسم العصب إلى فرعين انتهائيين: عصب ذقنيّ وعصب قاطعيّ. يسير العصب القاطعيّ في عظم الفكّ السفليّ ويُعصِّب الأسنان الأمامية. فيما يخرج العصب الذقنيّ من الثقبة الذقنيّة ويُعصِّب حسيَّاً الشفة السفليّة.

### التنوع
للذكور بشكل عام، فك سفليّ أقوى وأكبر ويميل للشكل المربع أكثر من الإناث. كما أن الناشزة الذقنيّة أكثر وضوحاً في الذكور منها في الإناث، وعلى الرغم من هذا يمكن رؤيتها وجسُّها في الإناث أيضاً.[بحاجة لمصدر]
نادراً، قد يوجد عصب سنخيّ سفليّ مشقوق، وفي هذه الحالة تتواجد ثقبة فكيّة سفليّة ثانية وتكون هذه الثقبة أسفل من وضعها، ويمكن اكتشافها من خلال ملاحظة نفق فكي سفلي مزدوج في الصور الشعاعية.

## التطور
يتشكَّل الفك السفليّ كعظم (يتعظَّم) خلال فترة بدءاً من قطعتين يمنى ويسرى لغضروف، يدعى غضاريف ميكل.

تُشكِّلُ هذه الغضاريف العمود الغضروفي للقوس الفكيّ السفليّ. تتصل قرب الرأس مع كبسولات الأذن، ويلتقي العظمان عند النهاية السفليّة عند ارتفاق وهو عبارة عن نقطة اتحاد بين العظمين، يلتقيان بنسيج من الأديم المتوسط. تسير هذه الغضاريف إلى الأمام مباشرة أسفل اللُقيمات ومن ثُمّ تنحني إلى أسفل، وتستلقي في تلم قرب الحافة السفليّة للعظم، حيث تنحني أمام الأنياب صعوداً إلى الارتفاق. يتطوّر من النهاية القاصية لكل غضروف عظما المطرقة والسندان، وهما عظمان من عُظيمات السمع الموجودة في الأذن الوسطى، ويُستبدل الجزء اللاحق الذي سيصبح اللُسين، بنسيج ليفيّ سيستمر ليُشكِّلُ الرباط الوتدي الفكيّ السفليّ.

بين اللُسين والأنياب يختفي الغضروف، بينما قسمه الموجود أسفل وخلف القواطع يتعظَّم ويتحدّ مع عظم الفكّ السفليّ.
حوالي الأسبوع السادس من الحياة الجنينيّة، يحدث التعظُّم في الغشاء المغطي للسطح الخارجي للنهاية البطنيّة لغضروف ميكل، وكل نصف من العظم يتشكَّل من مركز مفرد يظهر قرب الثقبة الذقنيّة.
وبحلول الأسبوع العاشر يُحاط جزء غروف ميكل الذي يستلقي تحت وخلف القواطع ويُغزا بعظم غشائي. وفي وقت لاحق، تعطي نوى إضافية للغضروف شكله:
- نواة بشكل إسفيني في الناتئ اللُقَمِيّ وتمتد إلى الأسفل عبر الفرع
- شريط صغير على طول الحافة الأمامية للناتئ اللُقَمِيّ.
- نوى أصغر في الجزء الأمامي من الجدران السنخيّة وعلى طول مقدة الحافة السفليّة للعظم.

لا تمتلك هذه النوى مراكز تعظُّم منفصلة ولكنها تُغزى من عظام غشائيّة محيطة وتخضع لعمليّة امتصاص. أما الحافة السنخيّة الداخليّة فتوصف عادةً بأنها تنشأ من مركز تعظُّم منفصل (مركز طحاليّ)، وتتشكَّل هذه الحافة في الفك السفليّ عند البشر من خلال نمو من الكتلة الرئيسية للعظم.

عند الولادة يتكون عظم الفك السفلي من جزأين اثنين يتحدان بارتفاق ليفيّ يتعظّم خلال السنة الأولى.

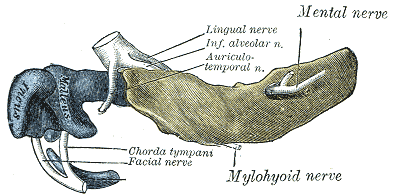
الشكل 3: فك سفلي لمضغة بشرية بطول 24  مم.، منظر خارجي.
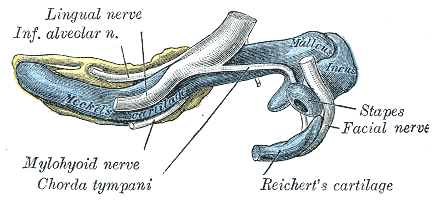
الشكل 4: فك سفلي لمضغة بشرية بطول 24  مم.، منظر داخلي.
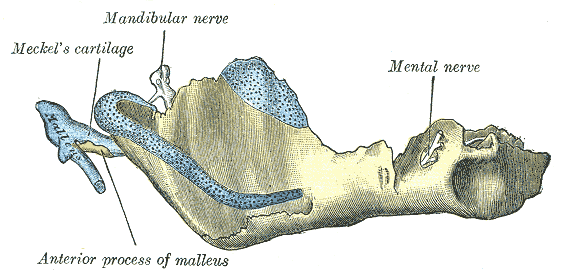
الشكل 5: فك سفلي لمضغة بشرية بطول 95  مم.، منظر خارجي. تبدو نوى الغضروف مرقطة.
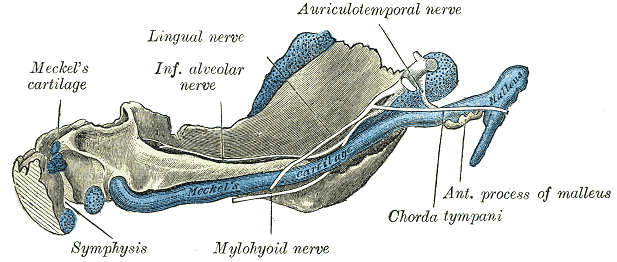
الشكل 6: فك سفلي لمضغة بشرية بطول 95  مم.، منظر داخلي. تبدو نوى الغضروف مرقطة.

### مع التقدم بالعمر
عند الولادة، يكون جسم العظم عبارة عن صدفة تحتوي على انغرازات للقاطعين والأنياب والأرحاء الساقطة، وتكون مُقسَّمة بشكل غير مثالي، كما وتكون حينها القناة الفكيّة السفليّة كبيرة الحجم وتسير بالقرب من الحافة السفليّة للعظم، وتفتح الثقبة الذقنيّة بين مغارز الأرحاء الساقطة الأولى. تكون زاوي الفك السفلي حينها منفرجة (175 درجة)، ويكون القسم اللُّقَمِيّ تقريباً على مستوى الجسم جبهيَّاً (أي لا يكون له أي ميل)، فيما يكون الناتئ الإكليلي كبير الحجم نسبيَّاً، ويبرز أعلى من مستوى اللقمة.
بعد الولادة، تنضم قطعتي العظم إلى بعضهما البعض عند الارتفاق، من أسفل إلى أعلى، في السنة الأولى، ولكن قد يكون هناك أثر لانفصال مرئيّ في بداية السنة الثانية، قرب الحافة السنخيّة. يتطاول الجسم في كل أجزائه، ولكن بشكل خاص خلف الثقبة الذقنيّة، وذلك بغية إعطاء مساحة لثلاثة أسنان إضافيّة لكي تتطور في هذا المكان. يزداد عمق الجسم كذلك بسبب زيادة نمو الجزء السنخيّ، وذلك من أجل إفساح المجال لجذور الأسنان، وبتثخُّن الجزء تحت السنيّ يصبح الفك السفليّ أقدر على الصمود أمام عمل العضلات الماضغة القويّ، ولكن يكون الجزء السنخيّ أعمق من الاثنين، وبالنتيجة يستلقي الجزء الرئيسي من الجسم فوق الخط المائل. تكون القناة الفكيّة السفليّة بعد التسنُّن الثاني فوق مستوى الخط الضرسي اللاي تماماً، أما الثقبة الذقنية فتأخذ موقعها المعتاد عند البالغين. تصبح كذلك الزاوية أقل، وذلك بسبب انفصال الفكّين بواسطة الأسنان، وتكون في السنة الرابعة حوالي 140 درجة.
في البالغين، تكون الأجزاء السنخيّة وتحت السنيّة متعادلة عُمقاً. تفتح الثقبة الذقنيّة كذلك على منتصف المسافة بين الحافة العلوية والسفليّة للعظم، وتسير القناة الفكيّة السفليّة بشكل شبه موازٍ للخط الضرسي اللاميّ. يكون الفرع تقريباً عموديّ الاتجاه، وتقيس الزاوية من 110 درجة إلى 120 درجة، أيضاً تكون اللُقيمة البالغة أطول من الناتئ اللقمي والثلمة السينيّة تصبح أعمق.
في الأعمار الكبيرة، يصبح العظم أقل حجماً بشكل كبير وذلك بسب خسارة الأسنان وما يترتب على ارتشاف النواتئ السنخيّة والحواجز بين السنخيّة. بالنتيجة، يصبح الجزء الرئيسي من العظم تحت الخط المائل. كما تصبح القناة الفكيّة السفليّة والثقبة الذقنية المنفتحة منها أقرب إلى الحافة السنخيّة. يصير الفرع مائلاً في الاتجاه، وتقيس الزاوية حوالي 140 درجة، وتميل العنق واللُقيمة إلى الوراء أكثر.

تغيرات في الفك السفلي مع تقدم العمر
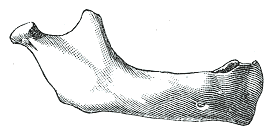
عند الولادة.
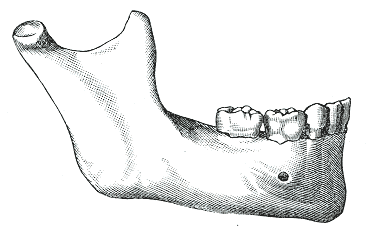
في الطفولة.
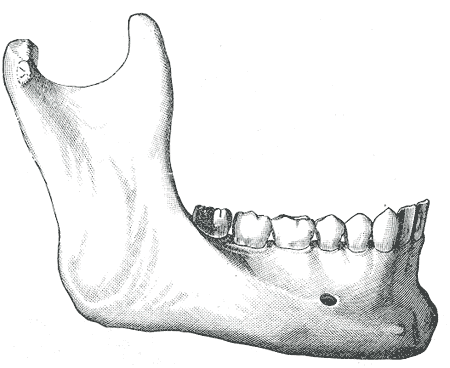
عند البالغ.
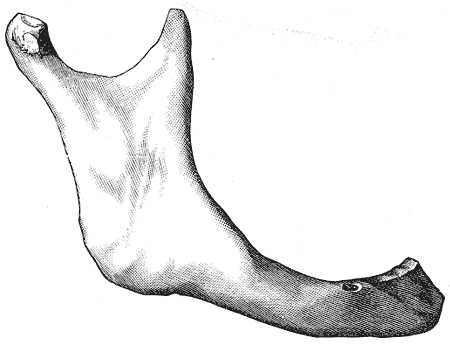
عند المتقدمين بالسن.

## الوظيفة
يُشكِّلُ عظم الفك السفليّ القسم السفليّ من الفكّ ويحمل الأسنان السفليّة.
يتمفصل عظم الفكّ السفليّ في الأيمن والأيسر مع العظمين الصدغيين عند المفاصل الصدغيّة الفكيّة السفليّة.
- اللُقيمة، تبارز علويّ وخلفيّ من فرع الفك السفلي يشارك بالمفصل الصدغيّ الفكيّ السفليّ مع العظم الصدغيّ
- الناتئ الإكليليّ، تبارز علوي وأمامي من فرع الفك السفليّ. يقدّم هذا الناتئ مرتكزاً للعضلة الصدغيّة

تتوضع الأسنان في الجزء العلويّ من جسم عظم الفكّ السفليّ.
تتوضع الأسنان في الجزء العلويّ من جسم عظم الفكّ السفليّ.
- الجزء الأكثر أماميَّةً من الأسنان يكون الأضيق ويحمل الأسنان الأمامية
- الجزء الخلفي يحمل الأسنان الأعرض والمسطحة بشكل أكبر وذلك بغية مضغ الطعام. تمتلك هذه الأسنان غالباً أتلام عريضة غالباً وعميقة أحياناً على سطوحها.

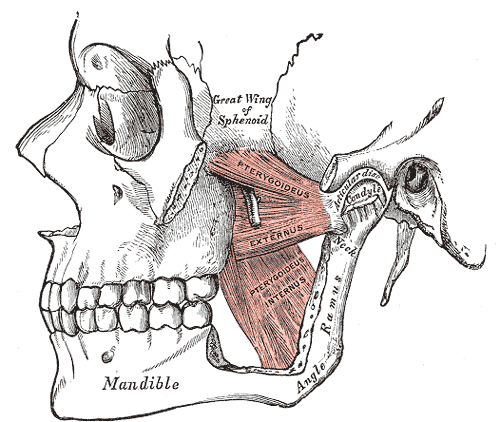
الجناحيَّات، حيث تمت إزالة القوس الوجنيّ’ وقسم من فرع الفك السفليّ.

## الأهمية السريرية
يُعرف الاستئصال الجراحي لعظم الفك كليًا أو جزئيًا (عادةً نتيجة السرطان) بمصطلح استِئْصالُ عظم الفَكِّ السُّفْلي (بالإنجليزية: mandibulectomy).

### الكسر

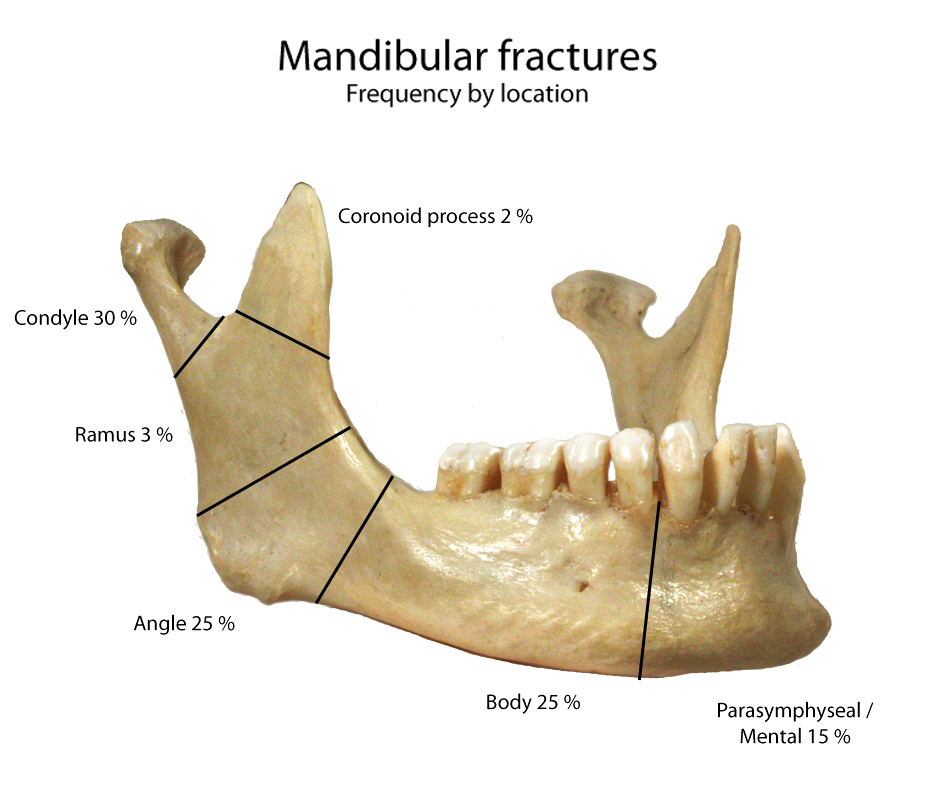
تكرار حالات الكسر بحسب الموقع

تتضمن خُمس الإصابات الوجهيّة كسراً في الفك السفليّ. غالباً ما تترافق كسور الفك السفليّ بـ«كسر مضاعف» على الجانب الآخر أيضاً. لا يوجد هناك بروتوكول علاجيّ مقبول عالميّاً، حيث لا يوجد توافق على اختيار التقنيّات في شكل تشريحيّ معيّن في سريريّة كسر الفك السفليّ. يتضمّن العلاج الشائع التعليق بصفائح معدنية لمساعدة العظم على الالتئام.
| السبب          | النسبة المئوية |
| -------------- | -------------- |
| حوادث المركبات | 40%            |
| حالات الاعتداء | 10%            |
| السقوط         | 10%            |
| الرياضة        | 5%             |
| أخرى           | 5%             |

قد ينزاح الفك السفلي إلى الأمام أو إلى الأسفل ونادراً جداً إلى الخلف.
يمكن أن يُعاد ارتشاف الناتئ السنخي السفليّ بشكل كامل عند تساقط الأسنان بشكل كامل في القوس الفكيّة السفليّة (أحياناً يُلاحظ أيضاً في حالات تساقط جزئية). يمكن أن تحدث إعادة الارتشاف هذه حتى تصل الثقبة الذقنيّة إلى الحافة العلويّة للفك السفليّ، بدلاً من كونها على السطح الأمامي، مُغيِّرَةً موقعها النسبيّ. على أي حال، فإن القسم السفلي من الجسم لا يتأثر ويبقى ثخيناً ومُدوَّرَةً. مع التقدم بالعمر وفقدان الأسنان، يُعاد امتصاص الناتئ السنخيّ حتى تصبح القناة الفكيّة السفليّة أقرب إلى الحافة العلويّة. في بعض الأحيان، في حالات إعادة الامتصاص المفرطة، تختفي القناة الفكيّة السفليّة بشكل كامل وتترك العصب السنخي السفليّ بدون أي حماية عظميّة، على الرغم من أن العصب يبقى مُغَطَىً بنسيج رقيق.

### الطب الشرعي
عندما يتم العثور على بقايا إنسان، يُمثِّلُ عظم الفك السفلي حينها أحد أهم الموجودات، ففي بعض الأحيان يمكن أن يكون العظمَ الوحيد المتبقي. ويمكن للخبراء تحديد العمر ساعة الوفاة بناءً على تغيرات الفك السفلي خلال حياة الإنسان.

## الفقاريات الأخرى

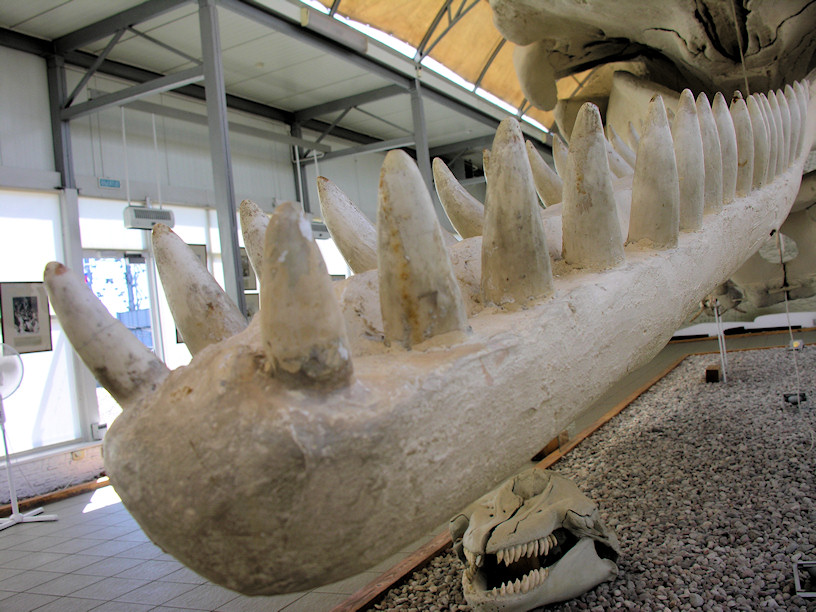
الفك السفلي لحوت العنبر.

في الأسماك لحميات الزعانف وفي رباعيات الأطراف الأحفورية الباكرة، يكون العظم المنادد للفك السفليّ في الثدييات الأكبر من بين عدة عظام في منطقة الفك السفليّ. في مثل هذه الحيوانات، يُشار إليه عادةً بـالمضرس، ويُشكِّل جسم السطح الخارجي من منطقة الفك السفليّ. يُحد من الأسفل بعدد من العظام الشوكيّة، بينما تتشكل زاوية الفك من العظم الزاوي السفلي وعظم فوق زاوي فوق العظم السابق تماماً. يُبطَّن السطح الداخلي للفك بعظم قبل مفصليّ، بينما يُشكّل العظم المفصليّ مفصلاً مع ما يناسبه من الجمجمة. أخيراً تمتد مجموعة من ثلاث عظام إكليلية ضيقة فوق العظم قبل المفصليّ. وكما يوحي الاسم، ترتبط معظم الأسنان بالمضرس، ولكن هناك أسنان شائعة على العظام الإكليلية، وفي بعض الأحيان على العظم قبل المفصليّ أيضاً.
تم تبسيط هذا النموذج البدائي المعقّد إلى درجات متنوعة في الغالبية العُظمى للفقاريات، فإما أن تلتحم العظام معاً أو تتلاشى بشكل كامل. في العظميّات، فقط المضرس والعظام الزاوي والمفصليّ استمرت، بينما في البرمائيات الحيّة يترافق المضرس مع العظم قبل المفصليّ وفي السلمندر أحد التماسيح. في الزواحف تمتلك منطقة الفك السفليّ ناتئ إكليلي واحد ومركز تعظّم باطن واحد، ولكنها تحتفظ بجميع العظام البدائية الأخرى باستثناء قبل المفصليّ والسمحاق.
بينما في الطيور، تلتحم هذه العظام المختلفة في بنية مفردة، أما في الثدييات فمعظمها تختفي تاركةً مضرس متضخم وهو العظم الوحيد الباقي في الفك السفليّ وهو عظم الفكّ السفليّ Mandible. كنتيجة لما سبق، فإنه يفقد المفصل الفكيّ البدئيّ بين العظام المفصليّ والمُربّع، ويحل محلّه تمفصلٌ جديد بالكامل بين عظم الفك السفليّ Mandible والعظم الصدغي. في بعض الثيراسبيد رؤية مرحلة وسطى حيث كلا نقطتي التمفصل موجودتان. وبصرف النظر عن المضرس، فقط القليل من العظام الأخرى في الفك السفلي البدئي تبقى في الثدييات، فمثلاً العظم المربع والمفصليّ سابقا الذكر يبقيان كما هو الحال مع عُظيمات المطرقة والسندان في الأذن الوسطى.
أخيرًا، فالأسماك الغضروفية كالقرش لا تمتلك العظام الموجودة في الك السفليّ عند بقيّة الفقاريات. وبدلاً من ذلك، فإن فكّها السفليّ مكوّن من بنية غضروفيّة مناددة لغضروف ميكل في المجموعات الأخرى. يبقى هذا أيضاً كعنصر بارز في الفك السفليّ في بعض الأسماك العظميّة البدائية كسمك الحفش.

## المجتمع والثقافة
- في سفر القضاة، استخدم شمشون عظم الفك السفليّ عند الحمار لقتل ألف فلستيّ.[23]
- تم استخدام بقايا أسنان أدولف هتلر، بما في ذلك جزء من الفك السفلي مع الأسنان، كدليل مادي وحيد لتأكيد وفاته عام 1945.[24] نشر الحساب السوفيتي عام 1968 وصفًا وصورًا لعظم الفك بأنه مكسور من الناتئ السنخي.[25]

## صور إضافيّة

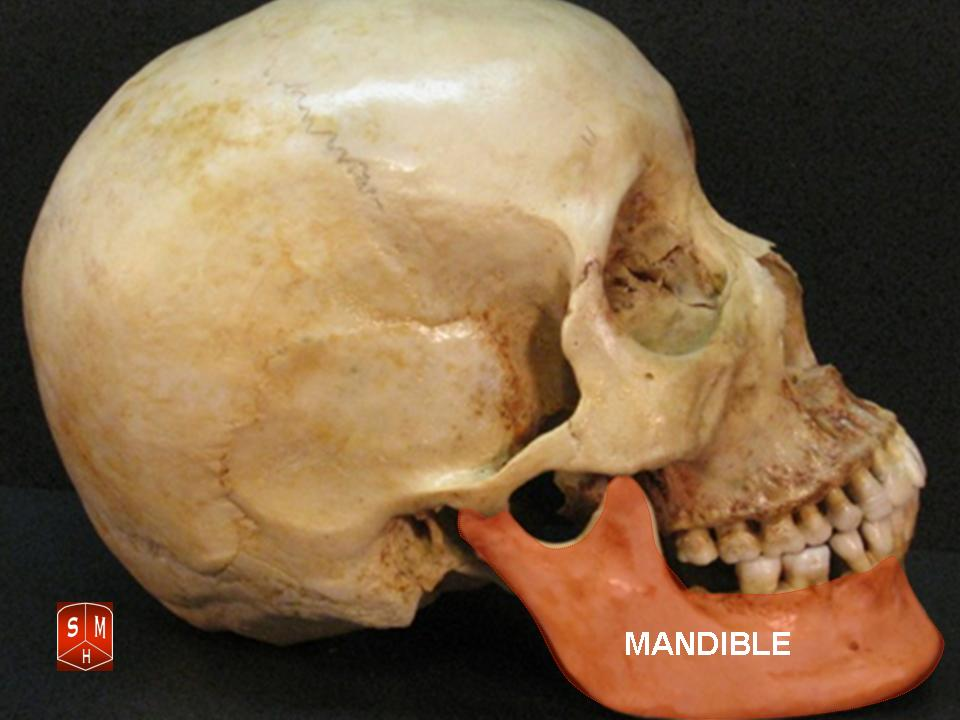
منظر وحشي
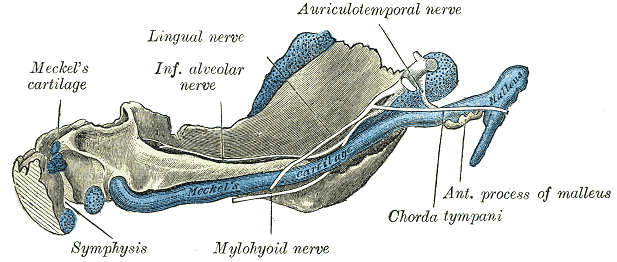
Gray181.png
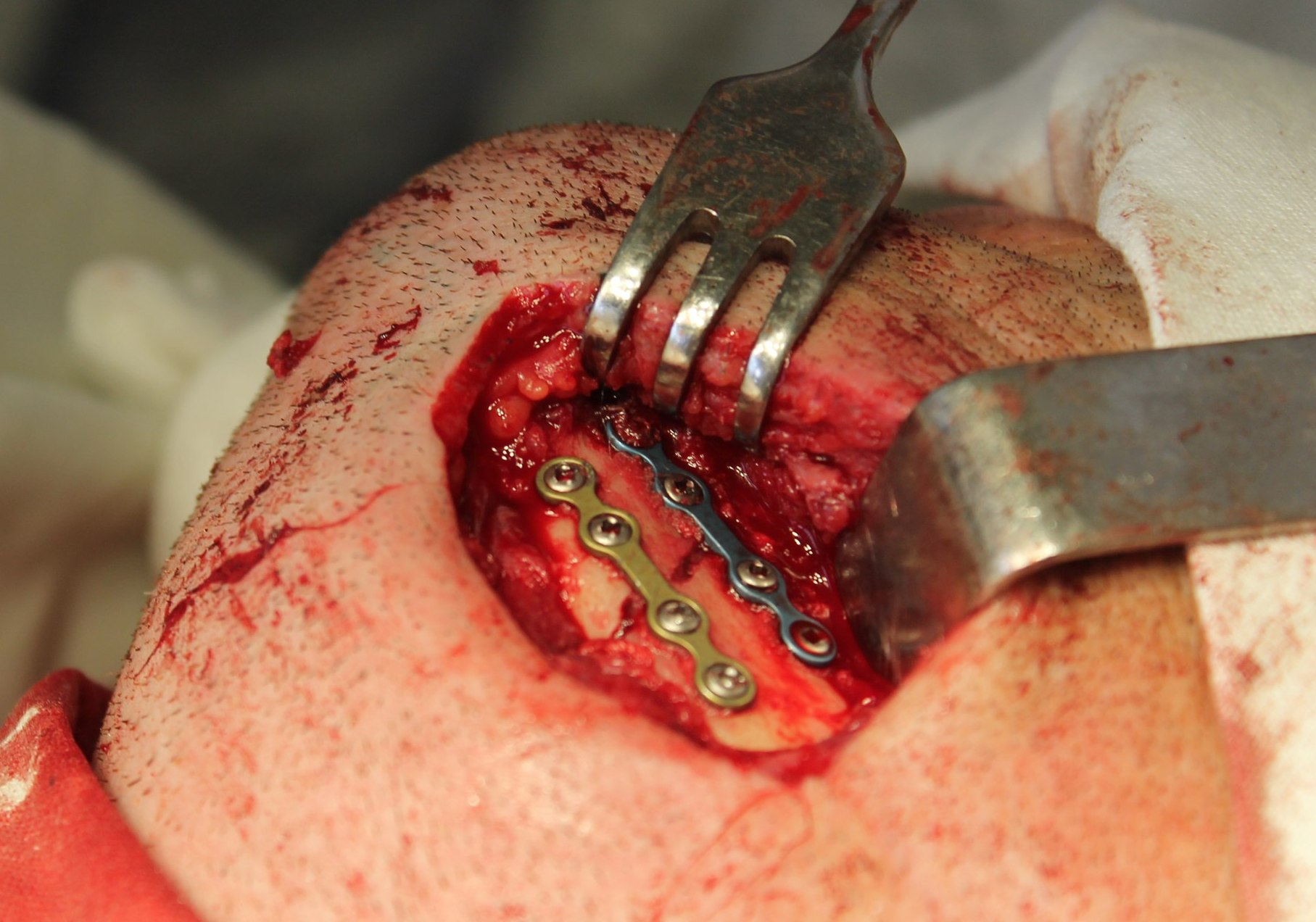
العلاج الجراحي لكسر الزاوية الفكيّة السفليّة.